# Синкраю (комуна)
Синкраю (рум. Sâncraiu) — комуна у повіті Клуж в Румунії. До складу комуни входять такі села (дані про населення за 2002 рік):
- Алунішу (172 особи)
- Брейшору (129 осіб)
- Домошу (206 осіб)
- Синкраю (1172 особи)
- Хорлача (177 осіб)

Комуна розташована на відстані 359 км на північний захід від Бухареста, 46 км на захід від Клуж-Напоки.

## Населення
За даними перепису населення 2002 року у комуні проживали 1856 осіб.
Національний склад населення комуни:
| Національність | Кількість осіб | Відсоток |
| -------------- | -------------- | -------- |
| угорці         | 1396           | 75,2%    |
| румуни         | 457            | 24,6%    |
| італійці       | 3              | 0,2%     |

Рідною мовою назвали:
| Мова       | Кількість осіб | Відсоток |
| ---------- | -------------- | -------- |
| угорська   | 1396           | 75,2%    |
| румунська  | 457            | 24,6%    |
| італійська | 3              | 0,2%     |

Склад населення комуни за віросповіданням:
| Релігія        | Кількість осіб | Відсоток |
| -------------- | -------------- | -------- |
| реформати      | 1319           | 71,1%    |
| православні    | 420            | 22,6%    |
| баптисти       | 49             | 2,6%     |
| греко-католики | 29             | 1,6%     |
| римо-католики  | 28             | 1,5%     |
| бретрени       | 5              | 0,3%     |
| атеїсти        | 2              | 0,1%     |
| унітарії       | 1              | 0,1%     |